# Mārtiņš Zīverts
Mārtiņš Zīverts (ur. 5 stycznia 1903 w miejscowości Mežmiuža, zm. 4 października 1990 w Sztokholmie) – łotewski pisarz i dramaturg.

## Życiorys
Studiował filozofię na uniwersytecie w Rydze, później pracował jako redaktor. Był związany m.in. z ryskim Teatrem Narodowym, w 1944 wyemigrował do Szwecji. W swojej twórczości dokonywał analizy psychiki oraz ludzkich postaw etycznych i społecznych. Interesował go filozoficzny aspekt problemu władzy. Napisał nowatorski w łotewskiej literaturze dramat Tīreļpurvs (1936). Jest również autorem sztuk historycznych - Minhauzena precības (Wesele Münchhausena, 1941), Vara (Władza, 1944), a także biograficznych - Āksts (Kpiarz, 1938), o życiu Szekspira i Teātris (Teatr, 1988) o Goethem. W 1951 napisał dramat z życia łotewskich emigrantów Cenzūra (Cenzura)